# Huanggaihu
Huanggaihu (kinesiska: 黄盖湖, 黄盖湖镇) är en köping i Kina. Den ligger i provinsen Hunan, i den södra delen av landet, omkring 190 kilometer norr om provinshuvudstaden Changsha.
Genomsnittlig årsnederbörd är 1 743 millimeter. Den regnigaste månaden är maj, med i genomsnitt 244 mm nederbörd, och den torraste är januari, med 42 mm nederbörd.